# Ruud Wellenberg
Ruud Wellenberg (19 november 1987) is een Nederlands profvoetballer die voor het seizoen 2011-2012 een eenjarig contract bij Go Ahead Eagles tekende, met een optie voor een extra seizoen. Hij speelde vooral als (aanvallende) middenvelder.
Hij speelde tot en met het seizoen 2010-2011 in de eerste klasse voor SV Epe, waar hij in het laatste seizoen topscorer werd.
Wellenberg debuteerde op 12 augustus 2011 voor Go Ahead Eagles in een wedstrijd tegen Willem II, zijn eerste 2 goals maakte hij tegen AGOVV Apeldoorn op 30 oktober 2011. Tevens werd in dit seizoen Feyenoord voor de KNVB Beker met 2-1 verslagen in de Adelaarshorst.

## Statistieken
| Seizoen | Club            | Land      | Competitie     | Wedstrijden | Doelpunten |
| ------- | --------------- | --------- | -------------- | ----------- | ---------- |
| 2011/12 | Go Ahead Eagles | Nederland | Eerste divisie | 19          | 3          |
| 2012/13 | Go Ahead Eagles | Nederland | Eerste divisie | 1           | 0          |
| Totaal  |                 |           |                | 20          | 3          |

Ruud Wellenberg tekende begin 2011 een contract voor 1 jaar, met de optie op een extra seizoen bij Go Ahead Eagles.. Deze optie voor het daaropvolgende seizoen werd gelicht. In zijn laatste seizoen, waarin hij weinig speelminuten maakte, promoveerde Go Ahead Eagles na 17 jaar naar de Eredivisie. Sindsdien komt hij uit voor hoofdklasser VV Berkum.  